# علي مقصيد
علي مقصيد من مواليد 11 ديسمبر 1986 في الكويت، لاعب كرة قدم كويتي سابق.
وكان يلعب مع نادي العربي الكويتي وانضم للنادي عام 1996 حتى اعتزاله عام 2020.
وقد شارك مع منتخب الكويت الأولمبي لكرة القدم في تصفيات الألعاب الأولمبية الصيفية 2008 وشارك مع المنتخب الأول في التصفيات المؤهله لكأس العالم 2010 وأيضا شارك في كأس خليجي 19 في سلطنة عمان .
وكان يلعب مع منتخب الكويت لكرة القدم مُنذ عام 2006 حتى اعتزاله.
حصل على جائزة أفضل لاعب بالنادي العربي للموسم 2007\2008 في تصويت موقع الجمهور العرباوي وحصل على جائزة أفضل لاعب عرباوي لعام 2007 وحصل عليها للعام الثاني على التوالي في 2008 حسب تصويت منتدى كووورة كويتية لأفصل لاعب عرباوي وحصل على المركز الرابع عام 2009/2010 حسب تصويت منتدى الجمهور العرباوي.

## روابط خارجية
- علي مقصيد على موقع قاعدة بيانات كرة القدم.إي يو (الإنجليزية)
- علي مقصيد على موقع ناشيونال فوتبول تيمز (الإنجليزية)
- علي مقصيد على موقع Soccerway.com (الإنجليزية)
- علي مقصيد على موقع كووورة